# Liste der Kulturdenkmäler in Volxheim
In der Liste der Kulturdenkmäler in Volxheim sind alle Kulturdenkmäler der rheinland-pfälzischen Ortsgemeinde Volxheim aufgeführt. Grundlage ist die Denkmalliste des Landes Rheinland-Pfalz (Stand: 2. August 2023).

## Einzeldenkmäler
| Bezeichnung                          | Lage                                | Baujahr                             | Beschreibung | Bild                           |
| ------------------------------------ | ----------------------------------- | ----------------------------------- | --- | ------------------------------ |
| Kriegerdenkmal                       | Friedhofsweg, auf dem Friedhof Lage | 1927                                | Kriegerdenkmal 1914/18, Soldat, bezeichnet 1927                                                                                | BW                             |
| Grabmal                              | Friedhofsweg, auf dem Friedhof Lage | um 1900                             | Grabmal, Skulptur einer Trauernden, um 1900                                                                                    | BW                             |
| Katholische Pfarrkirche St. Matthäus | Hintergasse 4 Lage                  | 1790                                | spätbarocker Walmdachbau mit Nischenfigur, 1790                                                                                | BW                             |
| Hofanlage                            | Hintergasse 7 Lage                  | um 1800                             | Hofanlage; Fachwerkhaus, verputzt, um 1800 (?), Wirtschaftsgebäude um 1850/60                                                  | BW                             |
| Wohnhaus                             | Hintergasse 10 Lage                 | erstes Viertel des 19. Jahrhunderts | Kleinhaus, teilweise Fachwerk, erstes Viertel des 19. Jahrhunderts                                                             | BW                             |
| Wohnhaus                             | Hintergasse 12 Lage                 | 1824                                | Kleinhaus, bezeichnet 1824 | BW                             |
| Hofanlage                            | Kirchgasse 1 Lage                   |                                     | Hofanlage | BW                             |
| Hofanlage                            | Manngartenstraße 5 Lage             | 18. oder 19. Jahrhundert            | Hofanlage, 18. oder 19. Jahrhundert; barockes Fachwerkhaus, 18. Jahrhundert                                                    | BW                             |
| Hofanlage                            | Marktplatz 3 Lage                   | 1712                                | Vierseithof; barockes Fachwerkhaus, teilweise massiv, bezeichnet 1712                                                          | BW                             |
| Hofanlage                            | Marktplatz 4 Lage                   | 18. Jahrhundert                     | Hofanlage; Fachwerkhaus, im Kern wohl barock, 18. Jahrhundert                                                                  | BW                             |
| Evangelische Kirche                  | Marktplatz 5 Lage                   | 1790                                | klassizistischer Saalbau, 1790                                                                                                 | weitere Bilder Fotos hochladen |
| Hofanlage                            | Marktplatz 7 Lage                   | 1729                                | Hofanlage; barockes Fachwerkhaus, teilweise massiv, bezeichnet 1729, Torbau mit Saal, um 1840/50, Sandsteinquader-Nebengebäude | Fotos hochladen                |
| Hofanlage                            | Neugasse 5 Lage                     | Mitte des 18. Jahrhunderts          | Dreiseithof, Mitte des 18. Jahrhunderts; barockes Fachwerkhaus                                                                 | BW                             |
| Wohnhaus                             | Obergasse 3 Lage                    | 1773                                | barockes Fachwerkhaus, teilweise massiv, bezeichnet 1773                                                                       | BW                             |
| Hofanlage                            | Obergasse 4 Lage                    | 1801                                | Vierseithof; nachbarockes Fachwerkhaus, verputzt, bezeichnet 1801                                                              | BW                             |
| Torbogen                             | Obergasse, an Nr. 5 Lage            |                                     | gotischer Torbogen | BW                             |
| Wohnhaus                             | Obergasse 8 Lage                    | 18. Jahrhundert                     | barockes Fachwerkhaus, teilweise massiv, 18. Jahrhundert                                                                       | BW                             |
| Wohnhaus                             | Obergasse 10 Lage                   | 1773                                | spätbarockes Fachwerkhaus, teilweise massiv, bezeichnet 1773                                                                   | BW                             |
| Wohnhaus                             | Obergasse 11 Lage                   | 18. Jahrhundert                     | barockes Fachwerkhaus, im Kern aus dem 18. Jahrhundert, bezeichnet 1807                                                        | BW                             |
| Wohnhaus                             | Schulstraße 6 Lage                  | 1895                                | Wohnhaus; gründerzeitliche Klinkerfassade, bezeichnet 1895                                                                     | BW                             |
| Wasserbehälter                       | südlich des Ortes an der L 412 Lage | 1900                                | neugotischer Bossenquaderbau, bezeichnet 1900                                                                                  | BW                             |